# 克氏擬金眼鯛
克氏擬金眼鯛（學名：P. klunzingeri），為輻鰭魚綱鱸形目鱸亞目擬金眼鯛科的其中一個種，分布於東印度洋澳洲西部及南部海域，深度20-30公尺，本魚體側扁呈卵形，尾柄細長，眼大，吻圓鈍，無脂性眼瞼，下頜稍突出，腹鰭較小，位於近胸處，頭部及體上半部紅褐色，體下半部為黃色，鰓蓋處有一橘黃色條紋，胸鰭橙色，其餘魚鰭紅褐色，背鰭、臀鰭帶有黑色邊緣，體長可達18公分。成群棲息在礁石區的洞穴附近，屬夜行性魚類，屬肉食性，以浮游生物為食，生活習性不明。